# Mount Butler, Hongkong
Mount Butler (kinesiska: 畢拿山, 毕拿山) är ett berg i Hongkong (Kina). Det ligger i den centrala delen av Hongkong. Toppen på Mount Butler är 436 meter över havet, eller 110 meter över den omgivande terrängen. Bredden vid basen är 1,2 km. Mount Butler ingår i The Twins.
Terrängen runt Mount Butler är huvudsakligen kuperad, men åt nordväst är den platt. Havet är nära Mount Butler åt sydväst.  Centrala Hongkong ligger 5,8 km väster om Mount Butler. I omgivningarna runt Mount Butler växer i huvudsak städsegrön lövskog.